# Rubus aetnicus
Rubus aetnicus — вид квіткових рослин родини трояндових (Rosaceae).

## Поширення
Поширення: Албанія, Австрія, Бельгія, Люксембург, Болгарія, Чехія, Словаччина, Франція, Німеччина, Швейцарія, Іспанія, Угорщина, Італія, Словенія, Хорватія, Боснія та Герцеговина, Чорногорія, Сербія та Косово, Македонія, Португалія, Польща, Румунія, Україна, Північний Кавказ, Південний Кавказ, Туреччина, Греція, Ізраїль, Йорданія, Ліван, Сирія.
В Україні наводиться для Криму, під назвою Rubus canescens DC. subsp. lloydianus (Genev.) O.Bolos & J.Vigo